# Ryan Harlan
Pour les articles homonymes, voir Harlan.
Ryan Harlan (né le 25 avril 1981 à Waco au Texas) est un athlète américain, spécialiste du décathlon.
Champion américain junior en 2000, NCCA en 2004 et en heptathlon en salle en 2005 et 2006, son record est de 8 171 points, obtenu à Austin (Texas) le 12 juin 2004.
Il a terminé cinquième des Jeux panaméricains à Rio de Janeiro en 2007.